# Руссофт
Руссофт — российское объединение компаний, разрабатывающих программное обеспечение. Полное наименование — Некоммерческое партнерство разработчиков программного обеспечения «Руссофт».

## История
Учреждено 9 сентября 1999 года в Санкт-Петербурге (первоначальное название — Санкт-Петербургский консорциум разработчиков информационных технологий «Форт-Росс»). 10 сентября 2004 года консорциум «Форт-Росс» объединился с Ассоциацией разработчиков программного обеспечения и изменил название на «Руссофт».

## Деятельность
Основными направлениями работы «Руссофт» являются:
- лоббирование в органах государственной власти интересов предприятий индустрии разработки программного обеспечения,
- содействие системе подготовки, повышения квалификации и переподготовки ИТ-кадров в России,
- маркетинг продуктов и услуг российских компаний разработчиков программного обеспечения в России и на глобальном рынке, в компаниях индустрии современных технологий управления проектами и управления качеством.

На 2021 год в «Руссофт» состоит более 239 компаний с общим числом сотрудников более 70 000 человек, работающих в филиалах компаний-членов «Руссофта» в России и за рубежом.
Ежегодно начиная с 2003 года «Руссофт» проводит исследование состояния экспортной индустрии разработки программного обеспечения в России. Аналитический отчет исследования является одним из главных источников комплексной информации о состоянии индустрии.
В октябре 2008 года на заседании круглого стола «Информационная культура и развитие общественных коммуникаций» в рамках 4-й Ассамблеи всемирного форума «Интеллектуальная Россия» президент «Руссофта» В. Л. Макаров в своём докладе предложил идею о «предоставлении доступа к зарубежным ресурсам в сети интернет через шлюз». Большинство комментаторов связало эту идею с китайским «Золотым щитом» — платформой, ограничивающей доступ к неблагонадёжным, по мнению руководства Китая, ресурсам глобальной сети. Впоследствии правление «Руссофта» опубликовало открытое письмо, в котором утверждает что тезисы Макарова были неверно поняты журналистским сообществом.
28 ноября 2018 года на площадке «Петербургский международный инновационный форум» состоялось подписание соглашения о сотрудничестве между правительством Санкт-Петербурга и «Руссофтом». Последний признается экспертом и партнером города в процессах его цифровой трансформации..